# ليونارد هاسي
ليونارد هاسي 

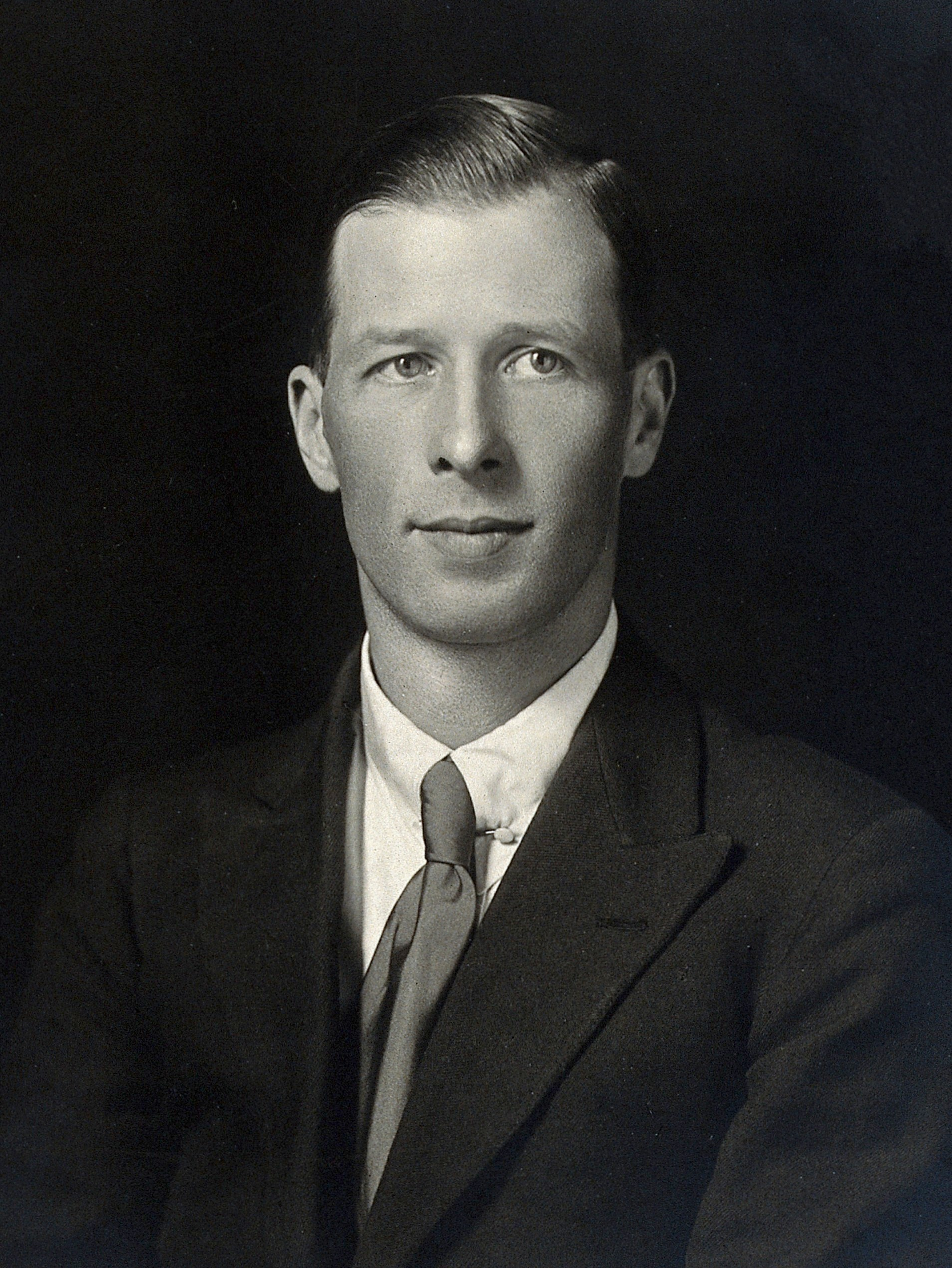
ليونارد دنكان ألبرت هاسيليونارد

 دنكان ألبرت هاسي (25 فبراير 1964- 6 يونيو 1891). كان راصد جوي إنجليزي، عالم الآثار، المستكشف وعضو بعثة الإمبراطور ارنست شاكلتون عبر [[القطب الجنوبي .
كان هاسي أيضا عضوا في القوات المسلحة أثناء الحرب العالمية الأولى، ومن الذين يخدمون في فرنسا .
ولد لجيمس هاسي واليزا هاسي (أيتكن نى) في نورمان هاوس، شارع نورمان، في لندن. وكان الطفل السادس من الأسرة، والابن الوحيد لأبيه،
حضر هاسي مدرسة ستراند، تخرج هاسي من جامعة لندن، وحصل على دورة في علم النفس واكتسب بكالوريوس العلوم من الدرجة الثانية في كينجز كوليدج في لندن، وكذلك درجة في مجال الأرصاد الجوية وعلم الإنسان.
مترجم Leonard Hussey